# Urmas Alender
Urmas Alender, född 22 november 1953 i Tallinn i Estniska SSR i dåvarande Sovjetunionen, död den 28 september 1994 då han omkom under Estoniakatastrofen, var en estnisk sångare och musiker.
Under 1970- och 1980-talen var Urmas Alender sångare i band som Ruja och Propeller vars texter både var utmanade och kritiska till Sovjetunionen, vilket gjorde att han tilldrog sig KGB:s intresse. Efter åratal av förföljelse och ständiga restriktioner från KGB emigrerade han tillfälligt till Sverige 1989. Efter Sovjetunionens upplösning 1991 och Estlands självständighet i samband med detta återvände han dock till hemlandet och etablerade sig snabbt som en av den unga statens allra mest folkkära artister.
Alender befann sig ombord på passagerarfärjan M/S Estonia på olycksnatten den 28 september 1994 då färjan förliste i Östersjön. Han omkom i olyckan och är bland de saknade efter katastrofen. Hans kvarlevor har aldrig återfunnits.

## Diskografi (urval)
- 1992 – Vana kloun
- 1994 – Hingelind
- 2000 – Kogutud teosed. 1968-1980. Esimene osa.  (samlingsalbum)
- 2000 – Kogutud teosed. 1981-1993. Teine osa.  (samlingsalbum)
- 2001 – Kui mind enam ei ole (samlingsalbum)
- 2003 – Kohtumine Albertiga (box set) (2-CD) (samlingsalbum)
- 2003 – Kohtumine Albertiga (samlingsalbum)
- 2003 – Armastuse ämblik (samlingsalbum)